# Notophysis johnstoni
Notophysis johnstoni là một loài bọ cánh cứng trong họ Cerambycidae.